# 小原台
小原台（おばらだい）は神奈川県横須賀市の町名。丁目は存在しない。住居表示実施区域。面積は0.346km2。

## 概要
1980年（昭和55年）に住居表示による整理で誕生した町名。山を開拓した住宅地が広がる。

## 沿革
- 1977年（昭和52年）4月 - 横須賀市立鴨居小学校から分離して横須賀市立小原台小学校が現在の3-1に開校。
- 1980年（昭和55年）3月1日 - 二葉と鴨居が住居表示を施行し、その一部が小原台になる[5]。

## 世帯数と人口
2023年（令和5年）4月1日現在（横須賀市発表）の世帯数と人口は以下の通りである。
| 町丁   | 世帯数  | 人口    |
| ------ | ------- | ------- |
| 小原台 | 847世帯 | 1,897人 |

### 人口の変遷
国勢調査による人口の推移。
| 年                 | 人口  |
| ------------------ | ----- |
| 1995年（平成7年）  | 2,169 |
| 2000年（平成12年） | 2,166 |
| 2005年（平成17年） | 2,146 |
| 2010年（平成22年） | 2,092 |
| 2015年（平成27年） | 1,997 |
| 2020年（令和2年）  | 1,875 |

### 世帯数の変遷
国勢調査による世帯数の推移。
| 年                 | 世帯数 |
| ------------------ | ------ |
| 1995年（平成7年）  | 672    |
| 2000年（平成12年） | 714    |
| 2005年（平成17年） | 741    |
| 2010年（平成22年） | 763    |
| 2015年（平成27年） | 763    |
| 2020年（令和2年）  | 752    |

## 学区
市立小・中学校に通う場合、学区は以下の通りとなる（2022年3月時点）。
- 番・番地等 : 全域
  - 小学校 : 横須賀市立小原台小学校
  - 中学校 : 横須賀市立鴨居中学校

## 事業所
2021年（令和3年）現在の経済センサス調査による事業所数と従業員数は以下の通りである。
| 町丁   | 事業所数 | 従業員数 |
| ------ | -------- | -------- |
| 小原台 | 18事業所 | 119人    |

### 事業者数の変遷
経済センサスによる事業所数の推移。
| 年                 | 事業者数 |
| ------------------ | -------- |
| 2016年（平成28年） | 18       |
| 2021年（令和3年）  | 18       |

### 従業員数の変遷
経済センサスによる従業員数の推移。
| 年                 | 従業員数 |
| ------------------ | -------- |
| 2016年（平成28年） | 62       |
| 2021年（令和3年）  | 119      |

## 主な施設
- 横須賀市立小原台小学校

## 交通

### 鉄道
町内を通過する鉄道は存在しない。最寄り駅は京急本線の浦賀駅となる。

### バス
町内を通過するバス路線は存在しない。最寄りのバス停は京浜急行バスの小原台入口バス停、鴨居入口バス停もしくは防衛大学校バス停である。

### 道路
町内を通過する国道、県道は存在しない。付近に県道209号線が通っている。

## その他
- 防衛大学校を俗に小原台と称することがあるが、実際には走水に位置している。

### 日本郵便
- 郵便番号 : 239-0812[2]（集配局 : 久里浜郵便局[15]）。